# Jul i Danmark
Jul i Danmark firas genom december månad, från advent, med kulmen under julafton, som är aftonen före de två jul-helgdagarna. Att fira på den så kallade "aftonen" är vanligast även vad gäller andra helgdagar i Danmark.

## Historia
Fram till 1770 firades även en tredje juldag, 27 december, och även trettondedag jul, med firande på trettondagsafton, var helgdag. Firande på trettondedag jul förekommer dock fortfarande.

## Dansk julmat
I Danmark äter de flesta familjer grillat fläsk, "flæskesteg", anka eller både och till middag på julafton. Som tillbehör till köttet äter man karamelliserad potatis, "brunede kartofler", vanliga potatisar, inlagd rödkål och sås. Till efterrätt äter man risgrynsgröt med smör, kanel och socker eller Risalamande med körsbärssås. Man äter även diverse kakor och sötsaker, som pepparkakor, klenäter "klejner" och æbleskiver samt dricker glögg.

## Danska jultraditioner
Jultraditioner varierar mellan olika regioner samt från familj till familj. 

### Julmånaden
December kallas även julmånaden, exempelvis på grund av följande traditioner:
- Öppna julkalendern och tända kalenderljus.
- Titta på julkalendern på TV.
- Gå på jullunch (med sin arbetsplats, familj eller föreningar).
  - Baka julkakor och göra julkonfekt.
  - Fläta julhjärtan, göra kræmmerhus och annat julpynt.
  - Pynta med tomtar, julpynt osv.
  - Hämta och dekorera julgranen.

#### Lilla julafton23 december
Utvalda exempel på traditioner:
- Dekorera julgranen
- Tillaga anksteken till julafton
- Koka och äta risgrynsgröt. Resten kan användas till Risalamanden på julafton
- Spela julklappsleken

#### Julafton 24 december - dagen
Julafton är inte en officiell helgdag i Danmark.
Dagen kan ägnas åt att förbereda julaftonen, med aktiviteter som:
- Se Disneys juleshow
- Titta på sista delen av julkalendern på TV (ibland den 25 december)
- Dekorera julgranen eller slå in julklappar
- Gå i kyrkan

#### Julafton - kvällen
I Danmark kan julafton firas genom följande traditioner:
- Äta stekt anka, kalkon, gås eller fläskstek, kåldolmar ev. kombinerat med medisterkorv och/eller rödkål/grönkål samt karamelliserad potatis.
- Äta Risalamande med varm körsbärsås till dessert eller risgrynsgröt med kanel, som kan ätas både som förrätt och som efterrätt, och i samband med detta dela ut en mandelgåva till den som hittar mandeln.
- Dansa kring en pyntad julgran medan det sjungs julpsalmer och julsånger.
- Dela ut julklappar som har legat under granen.

#### Juldagen 25 december
Juldagen är en av de mest utbredda högtiderna i världen.

#### Andra juldagen 26 december
Annandag jul (Sankt Stefans dag) firas ofta med en jullunch. 

#### Tredje juldagen
Tredje juldagen avskaffades som allmän helgdag 1770.

#### Fjärde juldagen
Den 28 december kallades tidigare "Barnens dag" eller "Oskyldiga barns dag", till minne av morden på barnen i Betlehem. Den dagen skulle barnen få något gott att äta, hälsa på hos varandra och göra narr av de vuxna.

#### Julgransfest
Julgransfester firas dagarna fram till jul eller under veckan mellan jul och nyår på många arbetsplatser, i församlingshus, lokal- och idrottsföreningar m.m. Fasta inslag är besök av jultomten, utdelning av godispåsar, dans kring julgranen och diverse sånglekar.

### Fotnoter
1. ↑  Danish Christmas traditions from VisitDenmark. Läst 25 juli 2009.